# Facelets
Facelets — открытый веб-фреймворк, распространяемый под лицензией Apache license. Технология управления представлением для JavaServer Faces (JSF), альтернатива технологии JavaServer Pages (JSP). Фреймворк требует для функционирования валидные XML документы. Это означает, что веб-страницы должны быть созданы с использованием языка разметки XHTML. Facelets поддерживает все компоненты JSF и создаёт собственное дерево компонент, отражая view (см. MVC) для JSF-приложения. В Facelets полностью устранена широко известная проблема смешанного контента, присущая JavaServer Pages. 

## Пример
Данный пример иллюстрирует использование XHTML шаблона для задания алиасов компонент. Атрибут jsfc используется для указания JSF-компонента, на который будет заменён соответствующий тег при компиляции. Аналогичный подход используется в Tapestry с использованием атрибута jwcid. Facelets гораздо проще Apache Tiles и поддерживает шаблонизацию страниц так же хорошо как и композицию. Версия JavaServer Faces 2.0 подверглась большому влиянию со стороны Facelets, ожидается что Facelets станет частью стандарта JSR 314.
```
<!DOCTYPE html PUBLIC "-//W3C//DTD XHTML 1.0 

Transitional//EN" "http://www.w3.org/TR/xhtml1/DTD/xhtml1-transitional.dtd">

<
html
 
xmlns
=
"http://www.w3.org/1999/xhtml"
 
xmlns:h
=
"http://java.sun.com/jsf/html"
>

 
<
body
>

  
<
form
 
jsfc
=
"h:form"
>

   
<
span
 
jsfc
=
"h:outputText"
 
value
=
"Willkommen #{loggedInUser.name}"
 
   
disabled
=
"#{empty loggedInUser}"
 
/>

   
<
input
 
type
=
"text"
 
jsfc
=
"h:inputText"
 
value
=
"#{bean.property}"
 
/>

   
<
input
 
type
=
"submit"
 
jsfc
=
"h:commandButton"
 
value
=
"OK"
 
action
=
"#{bean.doSomething}"
 
/>
 
  
</
form
>

 
</
body
>

</
html
>

```

Приведённый выше код может быть просмотрен в браузере и отредактирован с помощью WYSIWYG инструментов. Это невозможно для стандартных страниц JSF 1.2. Соответствующий код JSF страницы приведён ниже для сравнения.
```
<!DOCTYPE html PUBLIC "-//W3C//DTD XHTML 1.0 

Transitional//EN" "http://www.w3.org/TR/xhtml1/DTD/xhtml1-transitional.dtd">

<
html
 
xmlns
=
"http://www.w3.org/1999/xhtml"
 
xmlns:h
=
"http://java.sun.com/jsf/html"
>

 
<
body
>

  
<
h:form
>

   
<
h:outputText
 
value
=
"Willkommen #{loggedInUser.name}"
 
disabled
=
"#{empty loggedInUser}"
 
/>

   
<
h:inputText
 
value
=
"#{bean.property}"
 
/>

   
<
h:commandButton
 
value
=
"OK"
 
action
=
"#{bean.doSomething}"
 
/>
 
  
</
h:form
>

 
</
body
>

</
html
>

```